# La Puntilla (Atacama)
La Puntilla, es un paraje chileno ubicado en la Provincia del Huasco, Región de Atacama. Se ubica en la cuenca superior del Valle de El Carmen.

## Historia
Este paraje se encuentra ubicado en el Valle del Carmen se encuentra muy próximo a la localidad de El Corral.
Su nombre se origina en la morfología del valle de El Carmen que en esta parte forma una curva, dejando una prolongación del cerro ubicado en el sector sur hacia el río.
El paraje de La Puntilla está ubicado en el antiguo Camino del Rey, hoy llamado la Ruta de los Españoles que la conectaba con Argentina a través de la cordillera.

## Accesibilidad y transporte
La Puntilla se ubica a 2,5 kilómetros de El Corral.
Existe transporte público diario a través de buses de rurales desde el terminar rural del Centro de Servicios de la Comuna de Alto del Carmen, ubicado en calle Marañón 1289, Vallenar.
El camino es transitable durante todo el año, sin embargo es necesario tomar precauciones en caso de eventuales lluvias en invierno.

## Salud, conectividad y seguridad
La Puntilla cuenta con servicio de energía eléctrica y agua potable rural.
En La Puntilla no hay servicios de salud o carabineros, sin embargo en Las Breas existe una Posta Rural dependiente del Municipio de Alto del Carmen que atiende la parte superior del valle.
En el poblado de El Corral, hay servicio de teléfono público rural y existe señal para teléfonos celulares.
El Municipio de Alto del Carmen cuenta con una red de radio VHF en toda la comuna en caso de emergencias.